# Knaudtstraße

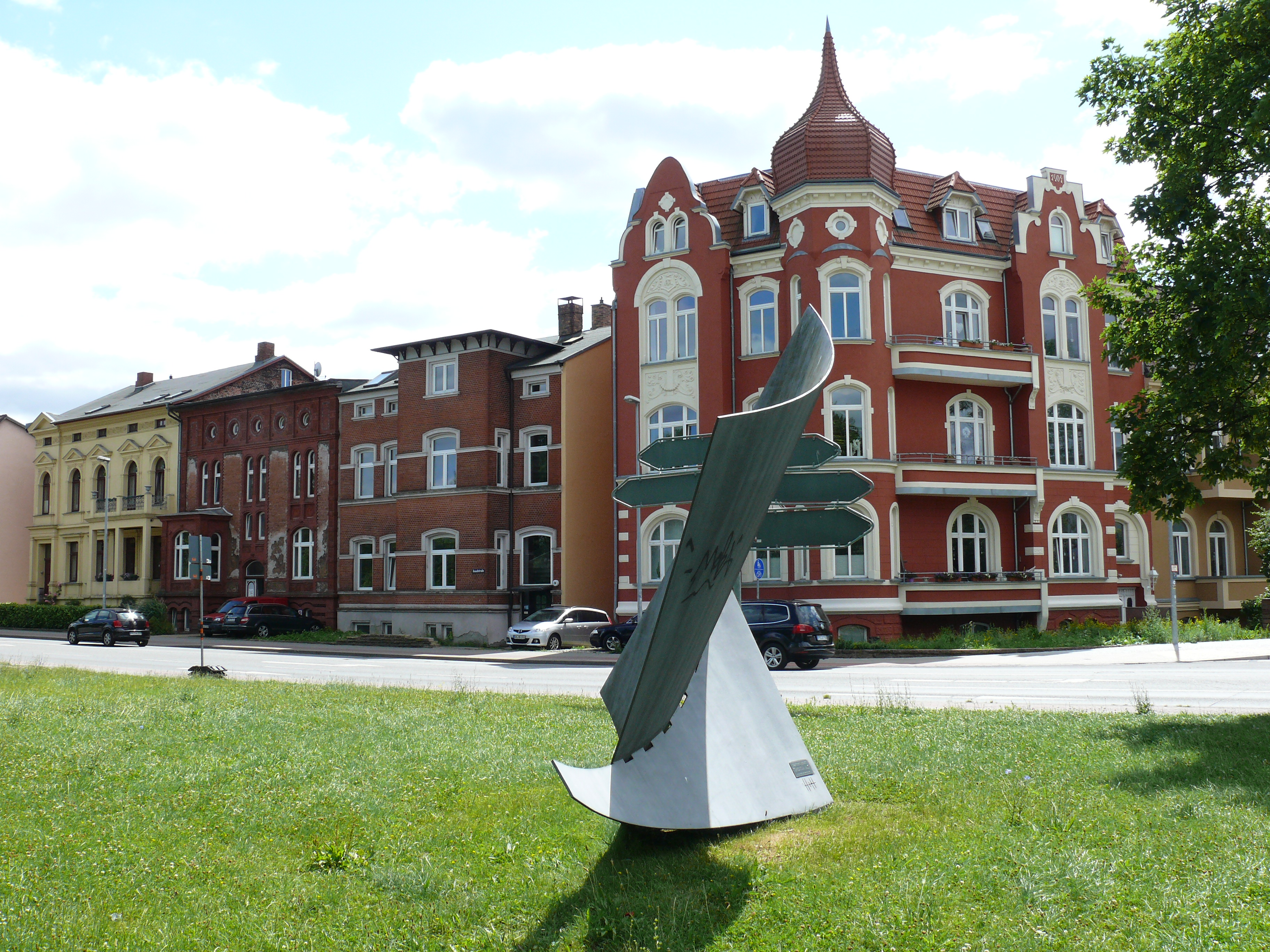
Knaudtstraße 24 bis 28 und Schelfstraße 2

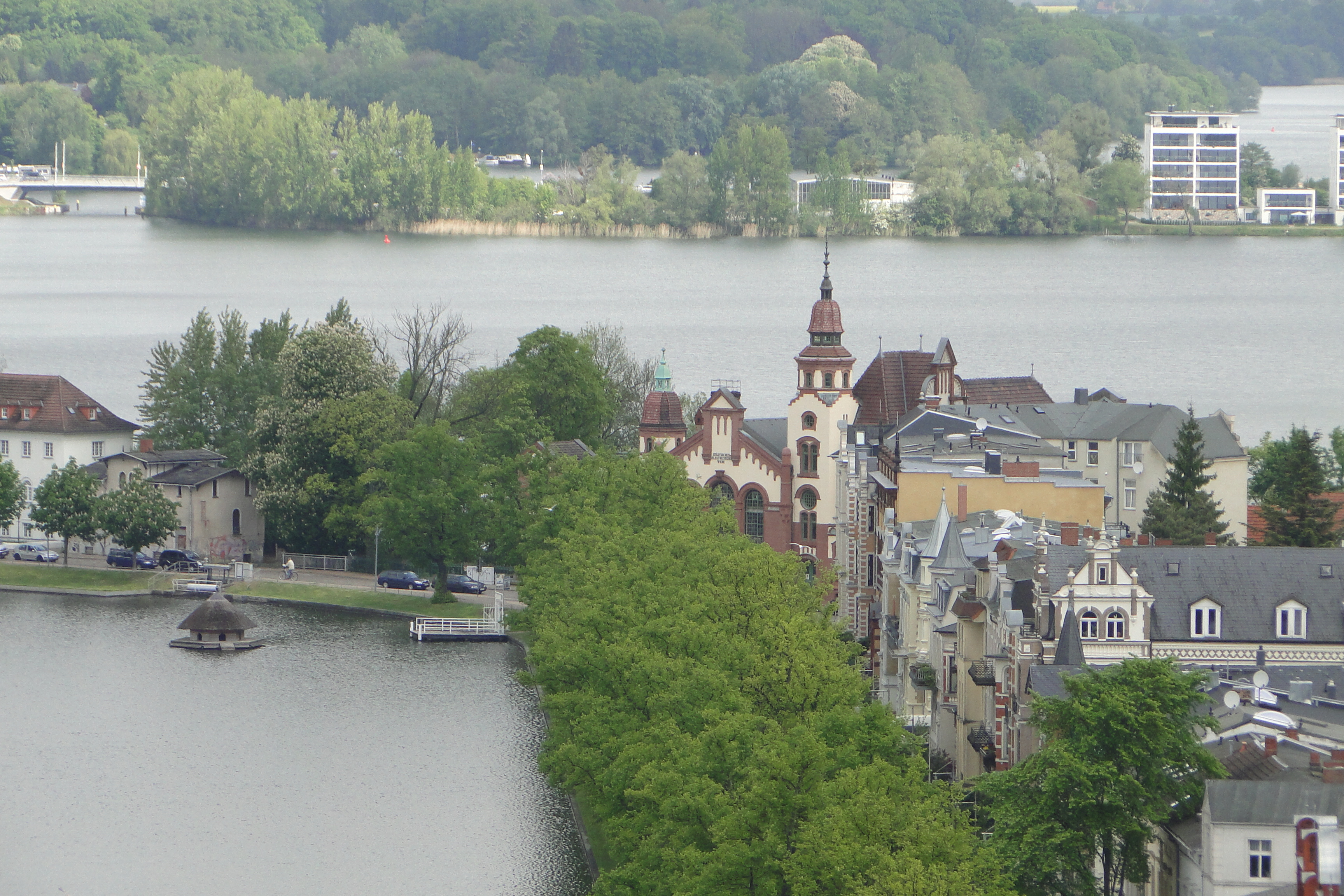
Nordblick: Pfaffenteich, Knaudtstraße, E-Werk, Ziegelsee

Die Knaudtstraße ist eine 950 Meter lange Durchgangsstraße in Schwerin, Stadtteile Weststadt, Schelfstadt und Paulsstadt.
Sie führt als Bundesstraße 104 in Ost-West-Richtung von der Walther-Rathenau-Straße und Werderstraße bis zur Wismarschen Straße und zum Obotritenring in die Paulsstadt.

## Nebenstraßen
Die Neben- und Anschlussstraßen wurden benannt als Walther-Rathenau-Straße nach dem ermordeten Reichsaußenminister (DDP) (1867–1922), Werderstraße nach dem Werder als leicht erhöhtes Gebiet in einem Niederungs- und Seengebiet, Bergstraße (früher Stephansbergstraße), Schall-und-Schwencke-Weg nach der mecklenburgischen Exportbrauerei von Schall & Schwenke von um 1864, Schelfstraße nach der Schelfstadt, Spieltordamm nach dem mitteldeutschen Wort Spiel für Pfähle die hier am Damm um den Pfaffenteich zum Einsatz kamen und dem Spieltor als Wach- und Torschreiberhaus von 1710 bis 1816, Alexandrinenstraße nach der Erbgroßherzogin von Mecklenburg Alexandrine von Preußen, Dr.-Hans-Wolf-Straße nach dem Arzt (1913–1965), Bürgermeister-Bade-Platz nach dem Bürgermeister von Schwerin Heinrich Bade (1823–1908), Wismarsche Straße nach der Hansestadt Wismar, die schon im Mittelalter der wichtigste Hafen an der Ostsee für Schwerin war und Obotritenring nach dem elbslawischen Stammesverband der Obotriten als frühe Bewohner von Mecklenburg.

## Geschichte

### Name
Die Straße wurde 1872 benannt nach dem Schweriner Hofrat sowie Juristen und Stadtsyndikus Dr. Johann Friedrich Knaudt (1792–1868).

### Entwicklung

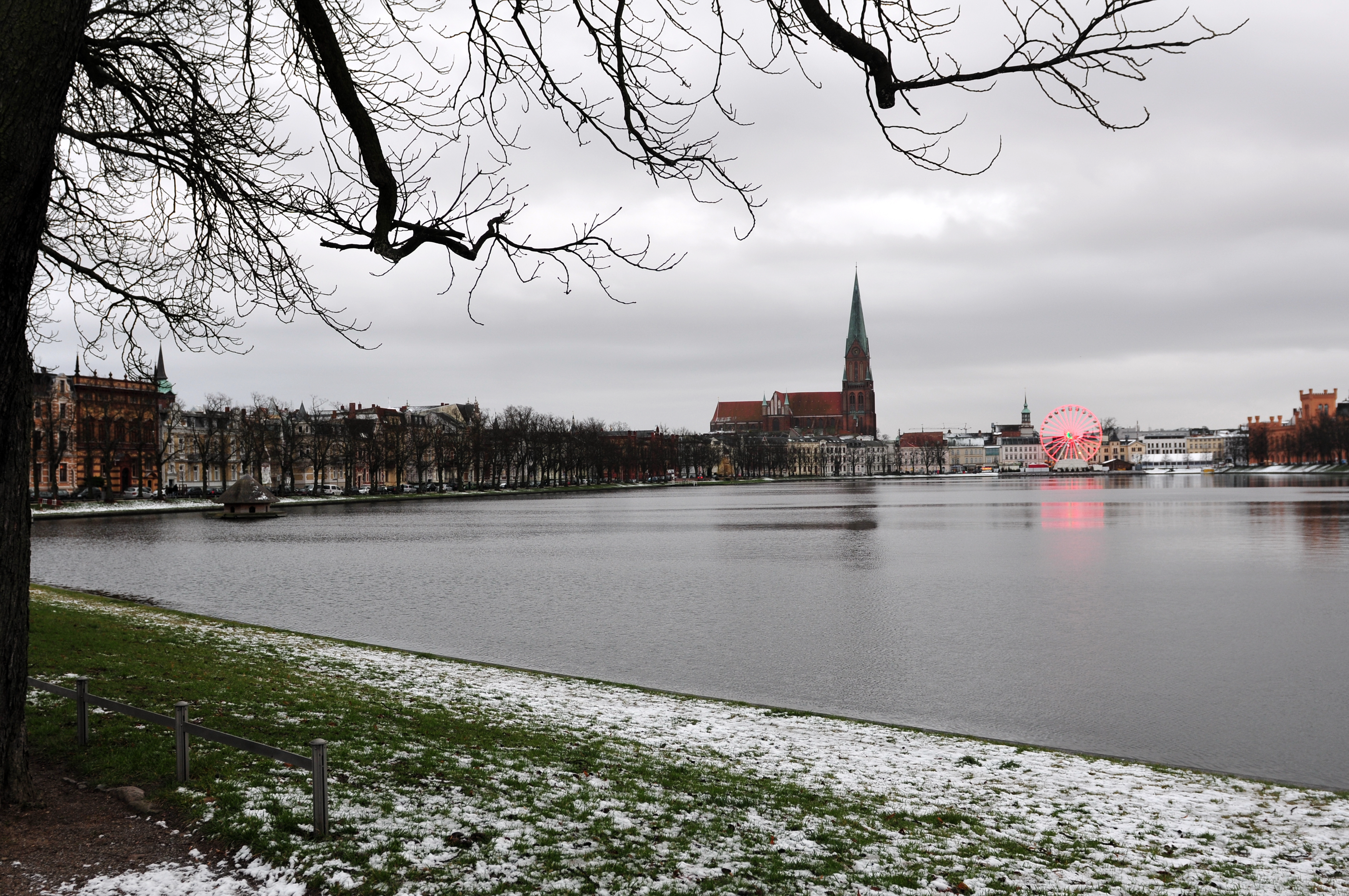
Pfaffenteich

Nachdem 1837 Großherzog Paul Friedrich den herzoglichen Hof von Ludwigslust nach Schwerin verlegt hatte, erweiterte sich die Stadt in alle Richtungen. Das Straßennetz der Schelfstadt war 1705 vom Ingenieur-Capitain Jacob Reutz († 1710) konzipiert und 1757 von Jean Laurent Legeay verändert.
Die erst später so benannte Knaudtstraße führte zunächst als Weg von der Güstrower bzw. Werderstraße nur bis zur Schelfstraße, nachdem der neustädtische Schelffriehof 1778 an der Güstower Straße angelegt war. Der Damm aus Pfählen zum Pfaffenteich wurde erst 1826 fest ausgebaut; hier entstand die Straße Spieltordamm. 1847 kam die Promenade am schelfstädtischen Ufer des Pfaffenteiches. Eine Verbindung zur Paulsstadt zwischen Ziegelinnensee und Pfaffenteich entstand und die heutige Knaudtstraße wurde in das Netz einbezogen. Nachdem der Obotritenring ausgebaut wurde, war die nun vierspurige Knaudtstraße ein Teil einer Ringstraße um die Alt-, Schelf-, Pauls- und Feldstadt.
Verkehrlich wird die Straße durch die Buslinien 10 der Nahverkehr Schwerin GmbH (NVS) tangiert und 11 teilweise erschlossen sowie an der Wismarschen Straße durch die Straßenbahnlinie 1 tangiert.

## Gebäude, Anlagen (Auswahl)

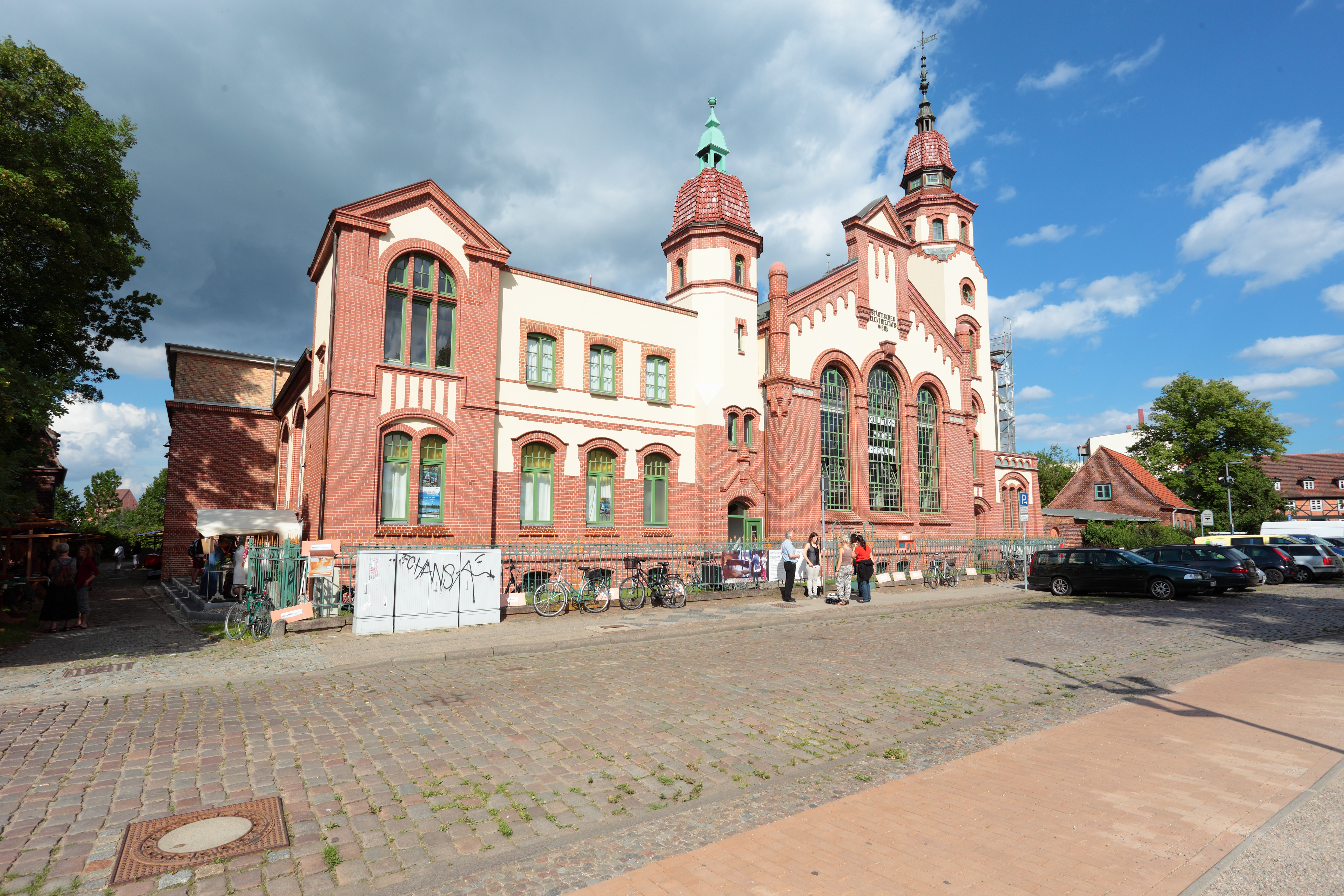
Ehem. E-Werk am Spieltordamm

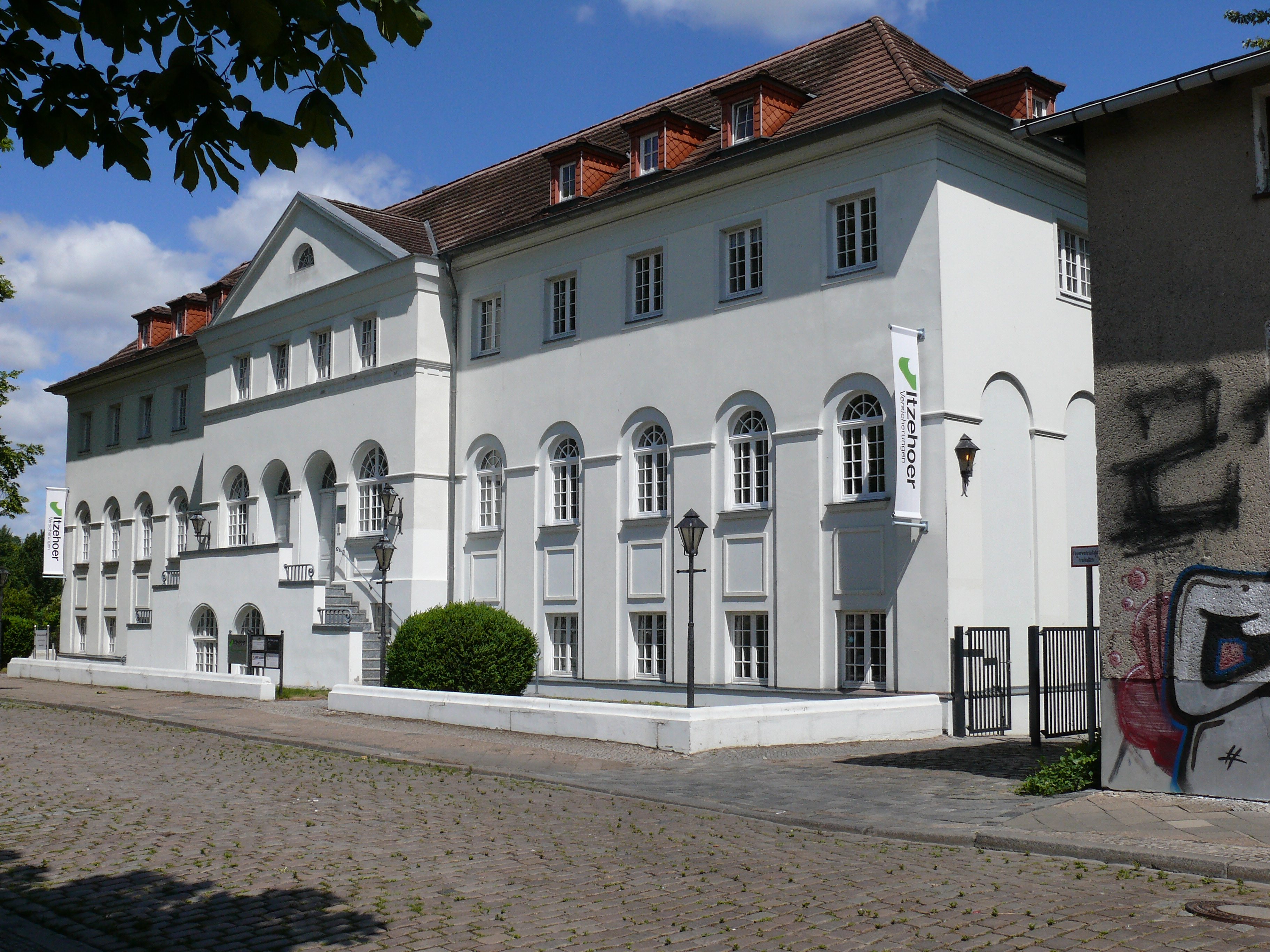
Ehem. Stadtbad am Spieltordamm

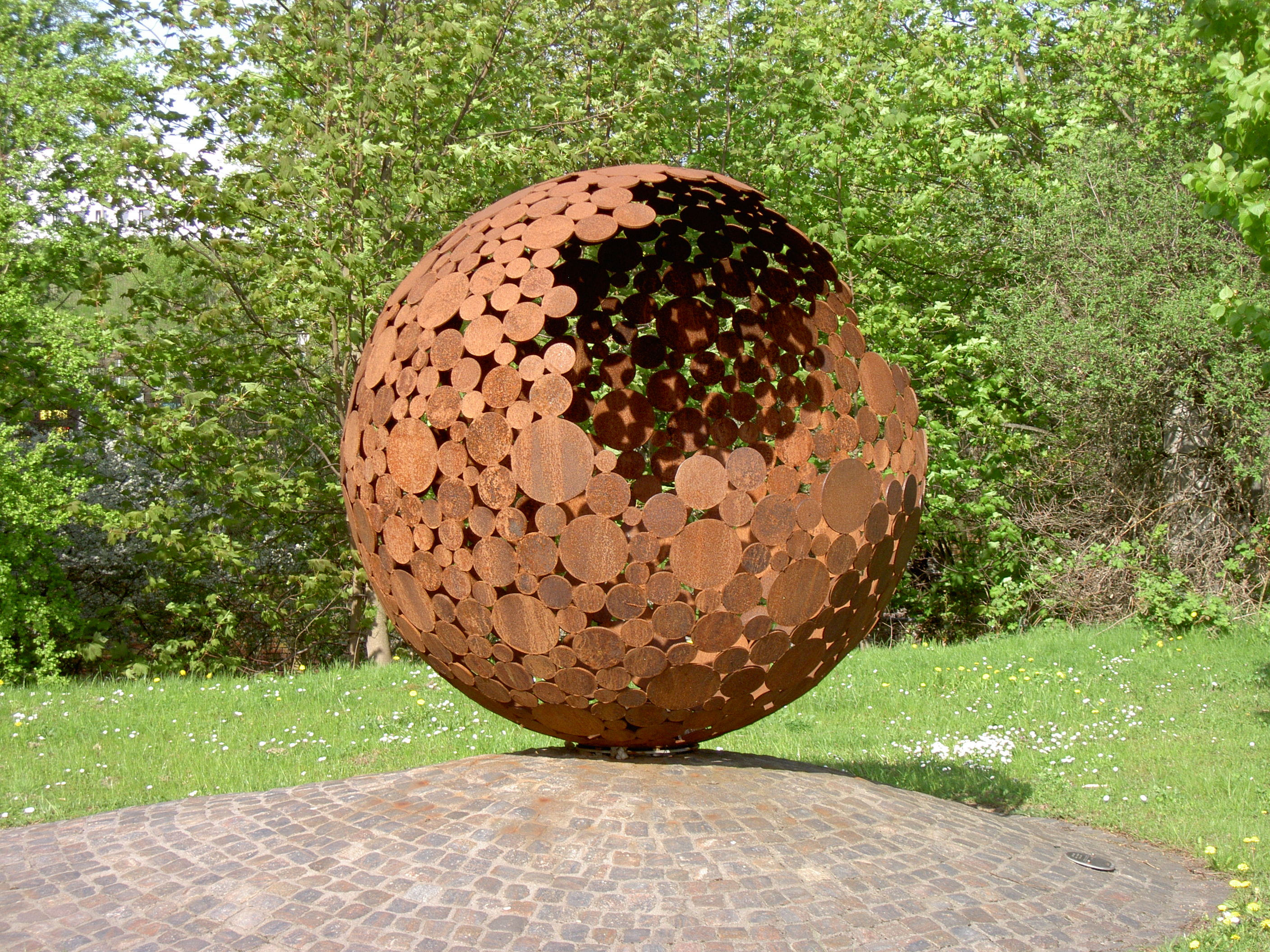
Skulptur: Die Gebrochene

An der Straße stehen zumeist drei- bis fünfgeschossige Gebäude. Die mit (D) gekennzeichneten Häuser stehen unter Denkmalschutz.
- Schelfpark von Lagerstraße bis Knaudtstraße; ehemaliger Schelffriedhof Schwerin von um 1772, 1925 umgestaltet zu einem 1,5 Hektar großen Garten- und Landschaftspark (D), Grabmal von Heinrich Alexander Seidel
- Nr. 4 bis 6: 4-gesch. Wohnhäuser im Stil der Gründerzeit mit seitlichen Giebelrisaliten
- Nr. 12 und 16: 3-gesch. historisierende Wohnhäuser im neoklassizistischen Stil
- Nr. 14: 2-gesch. Wohnhaus (D)
- Nr. 24: 2-gesch. historisierendes Wohnhaus (D)
- Nr. 26: 2-gesch. Wohnhaus von 1895 (D) mit einer Vielfalt von Terrakottaelementen im Verbund mit den heute nur rudimentär erhaltenen, vertikal verlaufenden Flächen in Sgraffitotechnik; Architekt: Gustav Hamann, Bauherr: Sparkassenkassierer Otto Schnelle[2]
- Schelfstraße / Ecke Knaudtstraße: 3-gesch. Eckwohnhaus mit prägendem Ecktürmchen und zwei 4-gesch. Giebelrisaliten
- Schelfstraße Nr. 1: 2-gesch. Neubau der ecolea / Internationale Schule Schwerin als bilinguales Gymnasium (Klassen 5–12, Französisch und Spanisch)
- Rückseite Spieltordamm Nr. 5: 2- und 3-gesch. vielförmiges Gebäude von 1904 (D) als Backsteinputzbau im Stil der Neorenaissance mit Maschinenhalle und Verwaltungstrakt; heute seit 1998: Spielstätte des Staatstheaters, der Puppenbühne und der Fritz-Reuter-Bühne sowie Kunstverein Schwerin, ehem. Städtisches Elektrizitätswerk mit markantem 7-gesch. Turm mit achteckiger Glockenhaube mit Laterne
- Rückseite Spieltordamm Nr. 9: 3-gesch., 14-achsiges Gebäude (D) mit klassizistischem Giebelrisalit als ehem. Stadtbad Schwerin, heute Verwaltungsgebäude mit u. a. der Kontakt-, Informations- und Beratungsstelle für Selbsthilfegruppen Schwerin (KISS)
- Nördlich der Ziegelsee mit dem 0,52 km² großen Ziegelinnensee mit einer mittleren Wassertiefe von 7,5 m; am Ostufer des Ziegelinnensees ein Binnenhafen von nach 1919
  - Stahlskulpturpark Schwerin am Südostufer
  - Straße hier teilweise als Brückenbauwerk
  - Bootsverleih Schwerin am westlichen Südufer
- Südlich der 12 Hektar große Pfaffenteich (D) mit einer Wassertiefe von 2,8 m. Er entstand durch Aufschüttung eines Dammes wahrscheinlich schon kurz nach der Stadtgründung im 12. Jahrhundert als Mühlenteich in einer einst moorigen Senke; Brücke über den Aubach und Wehr am Spieltordamm
- Spielplatz Am Pfaffenteich
- Bürgermeister-Bade-Platz Nr. 3: 4-gesch. Wohnhaus mit barockisierendem Giebelrisalit
- Bürgermeister-Bade-Platz Nr. 8: 2-gesch. Eckhaus als Hotel

### Denkmale, Gedenken
- Stahlskulpturenpark Schwerin:  Skulptur I/1 von Ralph Eck
- Die Gebrochene am Bürgermeister-Bade-Platz, 2009 von Thomas Lehnigk; an einer Seite offene stählerne Kugel als Erde, mit der schonend umzugehen sei.